# Michaël Matthys
Pour les articles homonymes, voir Matthys.
Michaël Matthys, né en 1972 à Charleroi (province de Hainaut), est un artiste peintre, graveur et auteur de bande dessinée belge francophone.

## Biographie

### Formation
Né en 1972 à Charleroi, Michaël Matthys se forme à la bande dessinée et à la gravure à l'académie des beaux-arts de Tournai, de laquelle il sort diplômé en 1997.

### Parcours
Après plusieurs publications dans des ouvrages collectifs, il publie trois bandes dessinées, Moloch en 2003, puis La Ville rouge en 2009 et Je suis un ange aussi la même année, toutes sorties aux éditions Frémok.
Il enseigne le dessin aux beaux-arts de Liège,.
Depuis 1997, il expose ses œuvres à de nombreuses occasions lors d'expositions individuelles ou collectives, tant en Belgique qu'à l'étranger,.
Matthys vit et travaille à Thuillies depuis 2001.

### Techniques
Initié à la gravure et en particulier à la lithographie aux beaux-arts de Tournai, il utilise la photographie pour son projet de Moloch, reportage réalisé à l'usine sidérurgique Cockerill-Sambre à Charleroi, qu'il retravaille ensuite avec la technique de l'aquatinte. Au départ était prévu un projet de 19 planches réalisées pour la revue Frigibox qui n'ont finalement pas été publiées.
Le projet suivant, La Ville rouge, fut réalisé en sang de bœuf récupéré dans les abattoirs de Charleroi,. Je suis un ange aussi... est, quant à lui, constitué d'esquisses préparatoires au fusain.

## Œuvres

### Albums dessinés / romans graphiques
- Moloch[3],[12],[13], Bruxelles, éd. FRMK, coll. « Amphigouri », 2003, 100 p.  (ISBN 9782930204420)
- La Ville rouge[14],[15], Bruxelles, éd. FRMK, coll. « Amphigouri », 2007, 160 p.  (ISBN 9782350650227)
- Je suis un ange aussi, scénario, dessin et couleur, Bruxelles, éd. FRMK, coll. « Flore », mai 2009  (ISBN 9782350650357), 32 p., avec jaquette
- Kurtz[16],[17],[18],[19], FRMK, coll. « Amphigouri », Bruxelles, 25 janvier 2024
Scénario, dessin et couleurs : Michaël Matthys -  (ISBN 978-2-390-22041-1),Inspiré par Au cœur des ténèbres de Joseph Conrad.

### Collectifs
- Envie de fraises, Tournai, Oro Productions, coll. « Images d'ateliers », 1998  (ISBN 2-930105-01-1), noir et blanc
- Paroles de taulards, album collectif de paroles de prisonniers, écrit par Éric Corbeyran, Paris, Delcourt, coll. « Garde à vue », novembre 1999  (ISBN 2-84055-422-4)
- coll. « Frigobox » #10, Bruxelles, éd. Fréon Editions, novembre 1999, 209 p., adaptation du Che Guevara d'Alberto Breccia
- coll. « Comix 2000 », Paris, L'Association, décembre 1999, 2000 p.  (ISBN 2-84414-022-X)
- coll. « Self-Service », Bruxelles, éd. Fréon, mai 2001, avec les textes de Jan Baetens.

## Expositions

### Expositions individuelles
- décembre 2003, usine Carcid (anciennement Cockerill-Sambre), Charleroi, exposition des planches originales de Moloch à l'intérieur du site sidérurgique[7].
- 25 mai - 25 juin 2005 La Ville rouge, galerie Jacques Cérami, Charleroi[3]
- avril 2006, Art Brussels, Bruxelles, à la galerie Jacques Cérami[20].
- 6 décembre 2006 - 23 avril 2007, Centre Georges Pompidou, Paris, exposition des planches de La Ville Rouge à l'occasion de l'exposition BD Reporters[20],[21].
- avril 2007, Art Brussels, Bruxelles, à la galerie Jacques Cérami[20],[21].
- décembre 2010 - 15 février 2011, Famille de sang, Galerie Francès, Senlis[22].
- The Black Rider[23],[24], Galerie Jean-Marc Thévenet, Paris, du 23 mars 2012 au 21 avril 2012
- 16 mai 2012 - 23 juin 2012, Aperçu, Les Brasseurs, Liège[25]
- 2014, Déjà mort, Galerie Cerami, Charleroi[6].
- 2015, Rêve noir, Bozar, Bruxelles[26].
- mars 2015, Nuits sombres, Été 78, Bruxelles[27],[28],[29].
- octobre 2016, Nuits sombres, galerie Cerami, Charleroi[6].
- novembre 2016, Running in the Dark, galerie Cerami, Charleroi[6].
- 9 novembre 2017 - 27 mai 2018, Private choices, Centrale for contemporary art, Bruxelles[30]
- 17 mars 2018 - 27 avril 2018, Au cœur de l'encre, galerie Jacques Cerami, Charleroi[31].
- Le long fleuve tranquille, Le Botanique, Bruxelles, du 13 décembre 2018 - 27 janvier 2019[32],[1].
- Mukanga, Galerie Jacques Cerami, Charleroi, du 11 février, au 18 mars 2023[33],[34],[35].

### Expositions collectives
- avril 1997, Autarcic Comix, Halles de Schaerbeek, Bruxelles, rencontre avec les membres associés du groupe Fréon, bande dessinée indépendante à Bruxelles[7].
- avril 2007, 250 ans de l’Académie des Beaux-Arts de la ville de Tournai, Musée des Beaux-Arts, Tournai[7].
- 2011, Génération Spontanée ? La nouvelle scène belge indépendante, production Wallonie-Bruxelles International/Centre Wallonie-Bruxelles de Paris[8] sous le commissariat de Thierry Bellefroid. Cinq présentations ont eu lieu :

1. Festival international de la bande dessinée d’Angoulême, janvier 2011[36].
2. Centre Wallonie-Bruxelles de Paris, juin-août 2011[37]
3. BIP (Bruxelles Info Place, Place Royale à Bruxelles), septembre-octobre 2011[38]
4. Rencontres du 9e Art d’Aix, Aix-en-Provence, mars-avril 2012[39]
5. Centre culturel du Forum de Meyrin, Genève, Suisse, octobre 2012-décembre 2012[40]

- 2017 : Hard Work, Dudelange (Luxembourg)[7],[41].
- 2021 : Big City Life[42], Cartoonmuseum de Bâle, Bâle.

#### Livres
: document utilisé comme source pour la rédaction de cet article.
- Thierry Bellefroid et Jean-Marie Derscheid, « Michaël Matthys Dessinateur - Scénariste », dans 77 auteurs de bande dessinée en Wallonie et à Bruxelles, Bruxelles, Wallonie-Bruxelles International, 2017, 128 p., ill. ; 26 cm (ISBN 2-930071-83-4, OCLC 959973751, lire en ligne), p. 79-80. .
- Philippe Mellot, Michel Denni, Laurent Turpin et Isabelle Morzadec, Trésors de la bande dessinée : BDM 2022-2023 - Catalogue encyclopédique et Argus, Paris, Les Arènes, novembre 2022, 23e éd., 1677 p., ill. ; 23 cm (ISBN 9791037507280, OCLC 1351462460, présentation en ligne), p. 665, 851, 1439. .

### Vidéographie
- [vidéo] « Michael Matthys - Artiste Graphique », Pascale Perez (réalisatrice), 2017, 6,40 min, Maurice Verbaet (consulté le 2 janvier 2023)